# Plaça de Sant Jaume
La Plaça de Sant Jaume (in spagnolo: Plaza de San Jaime) è il cuore amministrativo della città di Barcellona e una delle più antiche e importanti piazze della capitale catalana.
Sorge sul luogo in cui s'incrociavano il cardo e il decumano dell'antica colonia romana di Barcino e dove si trovavano anche il foro ed il Tempio di Augusto.
Il suo nome attuale deriva dalla parrocchia di Sant Jaume (San Giacomo) che vi sorgeva dall'età medievale fino all'abbattimento nel 1823 per realizzare il Carrer de Ferran.
Attualmente nella piazza si trovano il Palau de la Generalitat de Catalunya e la Casa de la Ciutat, sede del Comune di Barcellona.
In passato la Plaça Sant Jaume è stata chiamata anche Plaça de la  Constitució, com'era riportato su una targa sulla facciata del Casa de la Ciutat, poi rimossa nel 2013.